# Скуклостер
Замок Скуклостер (швед. Skoklosters slott) — шведский замок в стиле барокко, построенный в 1654—1676 годах Карлом-Густавом Врангелем и расположенный на полуострове в озере Меларен между Стокгольмом и Уппсалой. С 1970-х годов в нём размещён музей, где хранятся коллекции картин, мебели, текстиля и посуды, а также книг и оружия.

## История
Замок был построен в стиле барокко между 1654 и 1676 годами богатым военачальником, графом Карлом-Густавом Врангелем, на полуострове в озере Меларен между Стокгольмом и Уппсалой. Он был спроектирован главным образом архитектором Каспаром Фогелем, другими архитекторами были Жан де ла Валле и Никодемус Тессин-старший. Вполне вероятно, что замок был построен по подобию варшавского Уяздовского замка.

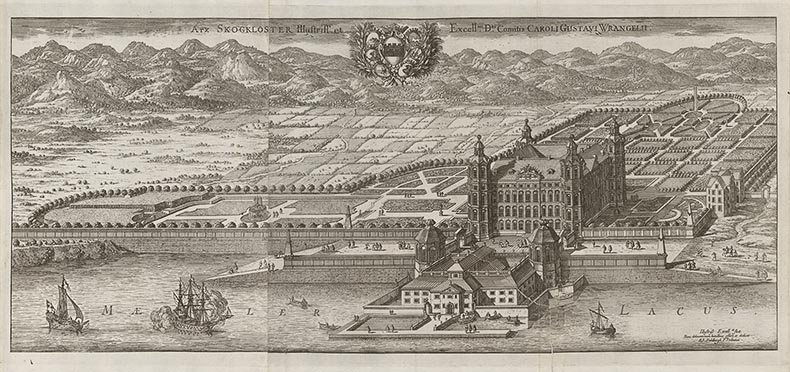
Замок и планы его окрестностей, около 1690—1710.

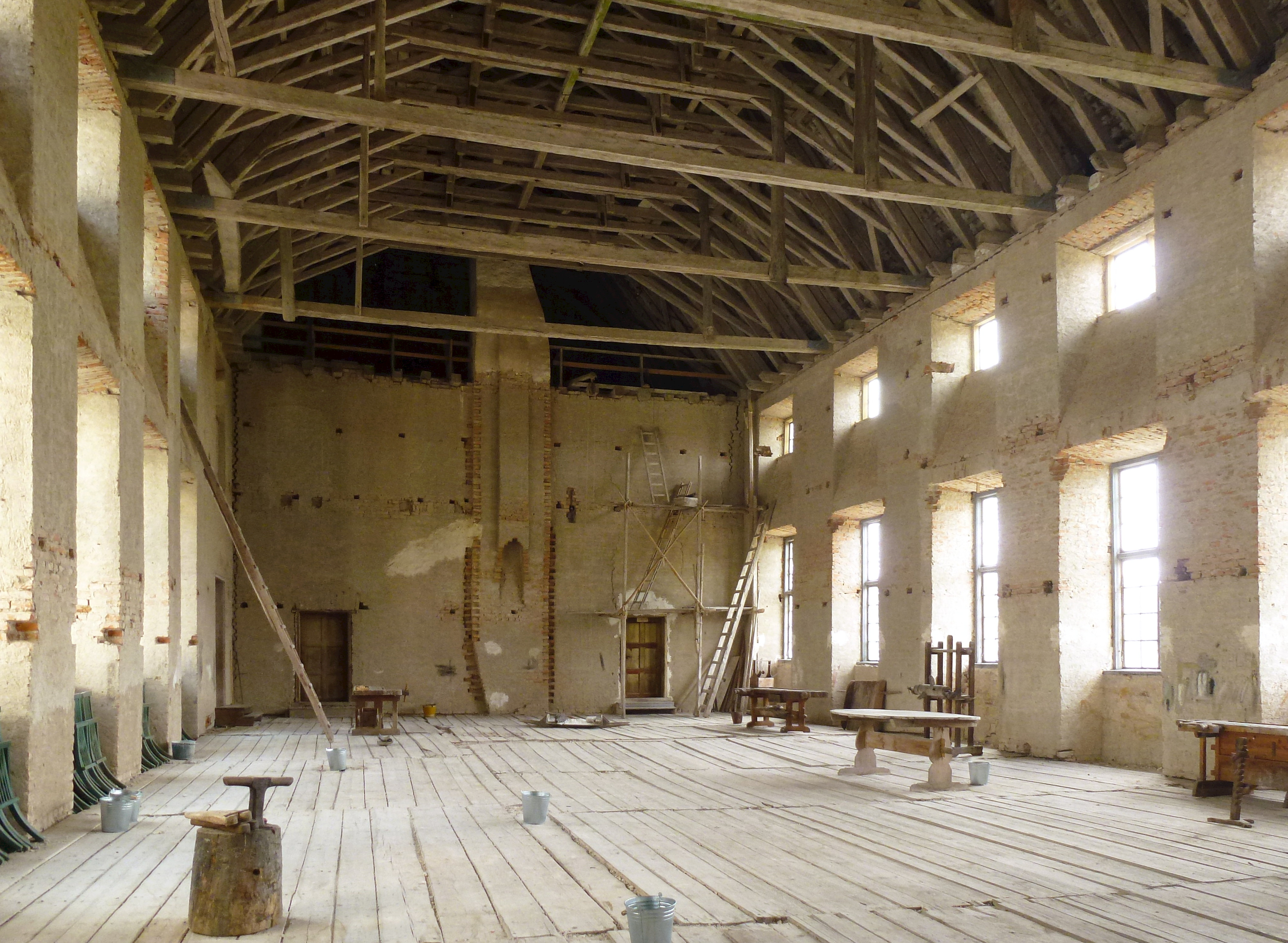
Недостроенный зал.

Замок является памятником эпохи Шведского великодержавия, периода в середине XVII века, когда владения Швеции расширялись, что делало её одной из крупнейших держав в Европе. Смерть Врангеля в 1676 году привела к тому, что замок так и не был полностью достроен. Семья Браге, унаследовавшая Скуклостер, имела свои собственные семейные замки и не спешила завершать интерьеры нового владения. Таким образом, большой банкетный зал остался в основном в том же состоянии, в каком его оставили строители летом 1676 года. Он получил название Недостроенный зал (швед. Ofullbordade salen). Замок Скоклостер является единственным зданием в Европе с сохранившейся подлинной строительной площадкой XVII века. Рядом с Недостроенным залом хранится ряд других связанных с ним предметов того же периода: несколько сотен инструментов и около десятка книг по строительству.
В 1967 году семья фон Эссен, унаследовавшая замок от Браге, чей род пресёкся в 1930 году, продала его со всем содержимым шведскому правительству. Скоклостер стал государственным музеем и правительственным зданием под названием Королевская оружейная палата и замок Скоклостер с музейным фондом Халлвил (LSH). В 1970-х годах архитектор Уве Хидемарк отремонтировал замок, используя те же материалы и строительные методы, что и в XVII веке, что является эталоном шведских методов сохранения исторических памятников.

## Музейные коллекции

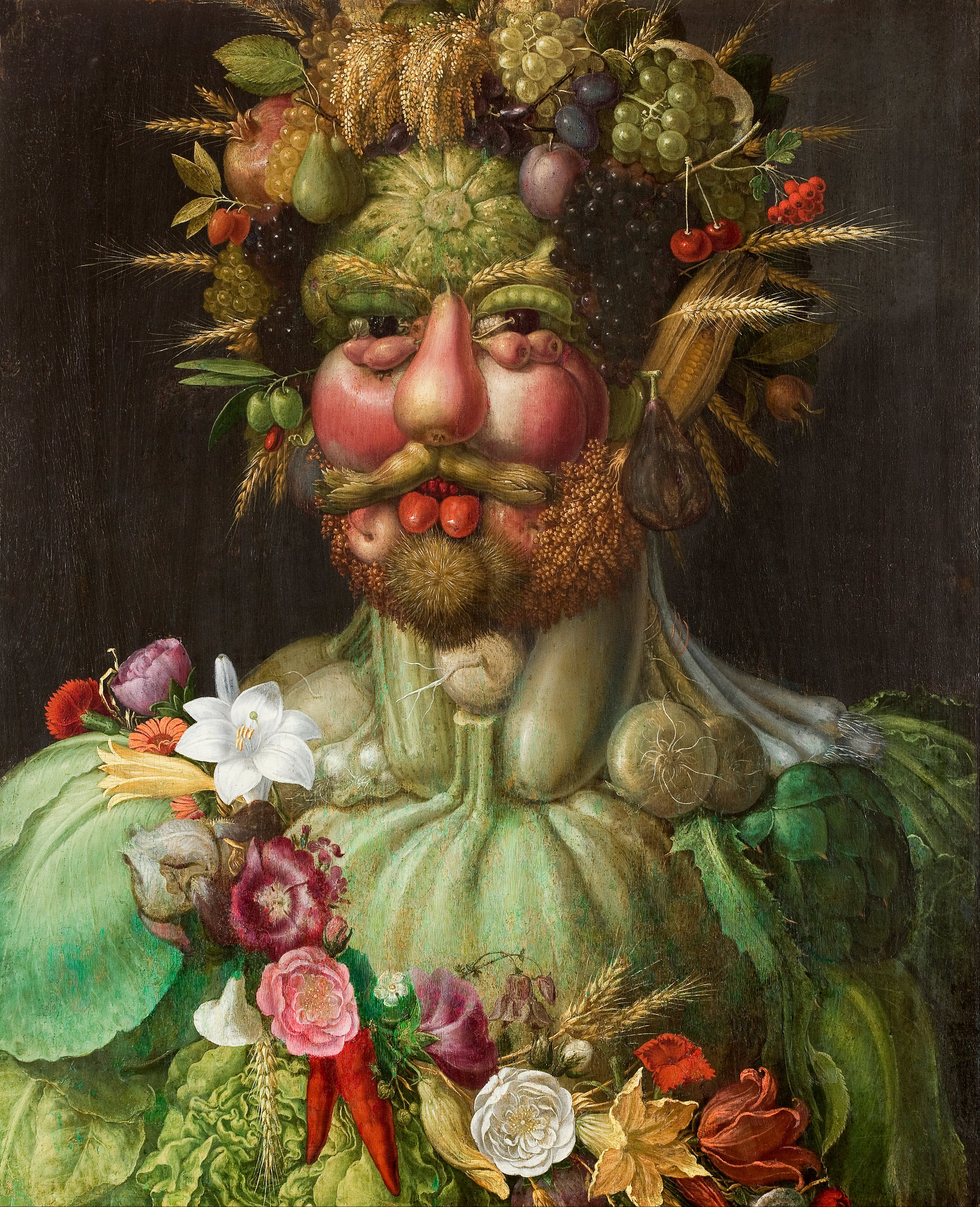
Картина «Портрет императора Рудольфа II в образе Вертумна» Джузеппе Арчимбольдо из коллекции замка.

Законченные части замка, демонстрирующие роскошное великолепие стиля барокко, являются местом хранения коллекций картин, мебели, текстиля, серебряной и стеклянной посуды. Одной из самых известных картин, представленных в замке, является «Портрет императора Рудольфа II в образе Вертумна» Джузеппе Арчимбольдо, изображающий императора Священной Римской империи Рудольфа II в качестве римского бога времён года с использованием фруктов и овощей. Картина была приобретена в качестве военного трофея в Праге в XVII веке.
Оружейная палата и библиотека замка основаны на оружейных и книжных коллекциях Врангеля. Они были существенны дополнены благодаря завещаниям других аристократов XVII и XVIII веков, таких как Карл-Густав Бьельке.
Арсенал содержит самую большую в мире коллекцию личного военного оружия XVII века. В нём преимущественно представлены мушкеты и пистолеты, а также мечи (включая японские самурайские мечи), небольшие пушки, пики и арбалеты. Коллекция оружия также включает в себя различные экзотические предметы, такие как эскимосское каноэ XVI века и змеиные шкуры. Оригинальный масштабный макет замка, который архитектор Каспар Фогель сделал, чтобы продемонстрировать свой план графу Врангелю, также хранится в арсенале замка. Большую часть коллекции составляют военные трофеи, похищенные из Польши во время Шведского потопа в XVII веке.

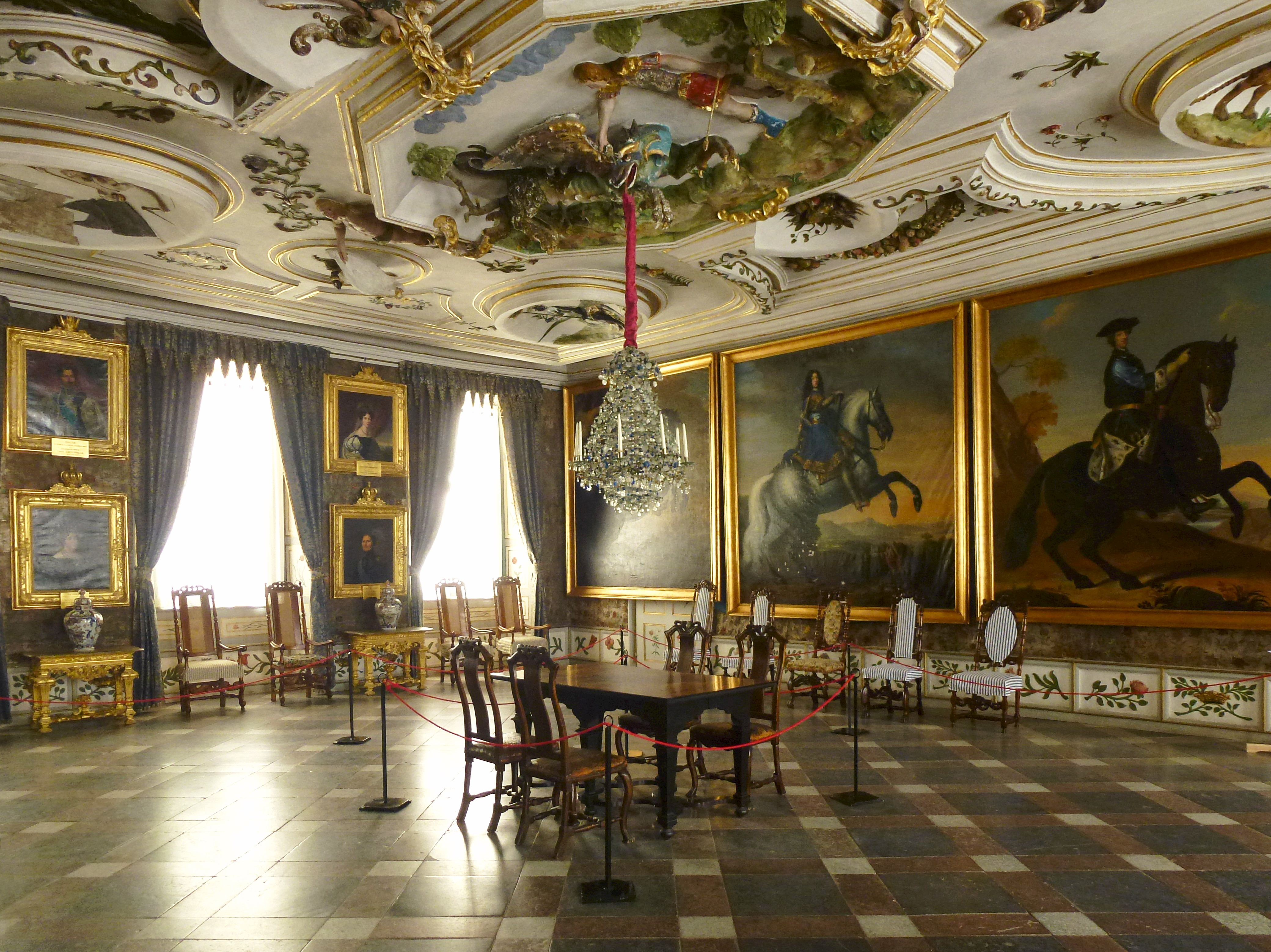
Королевский зал
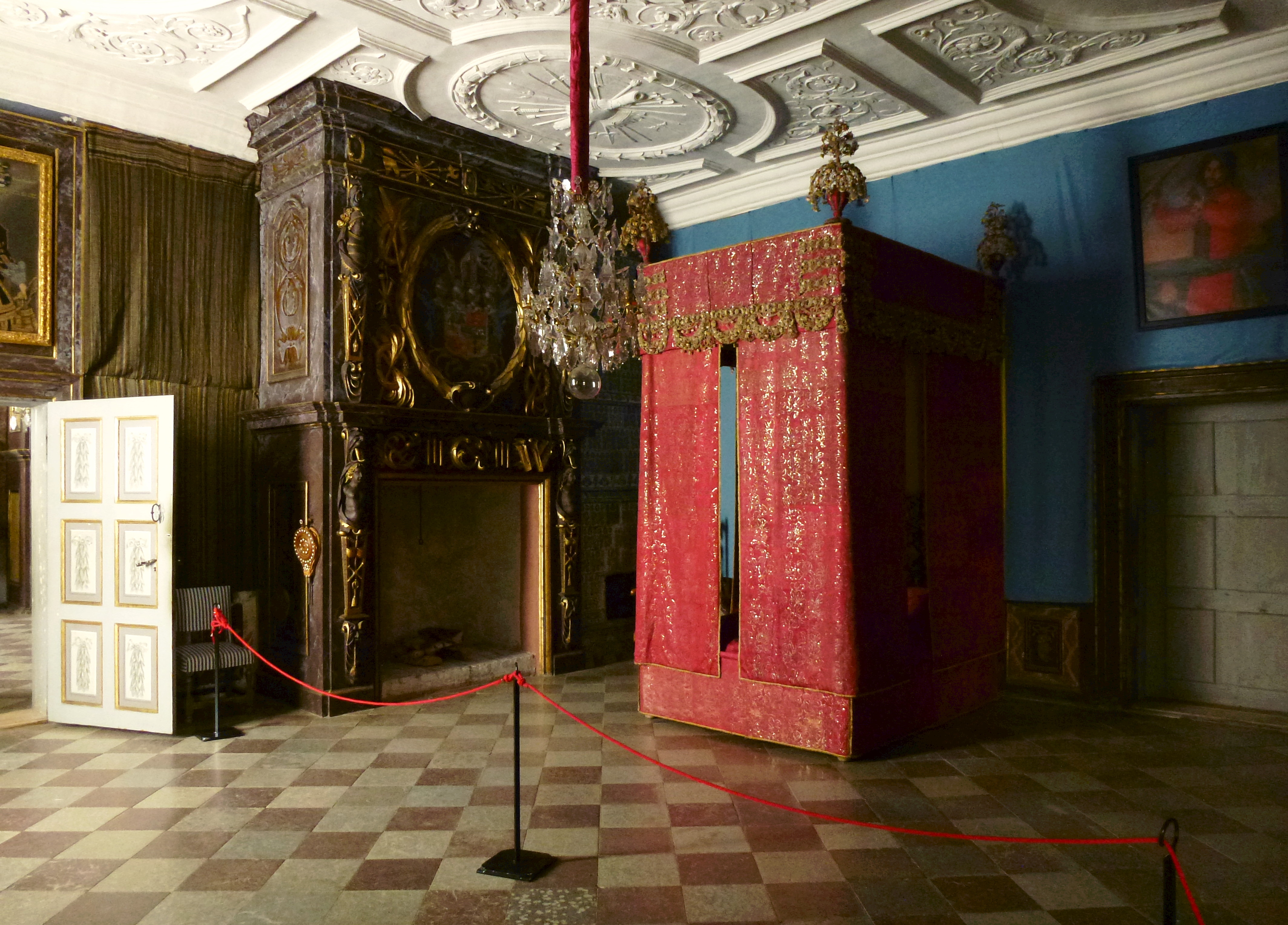
Спальня Врангеля
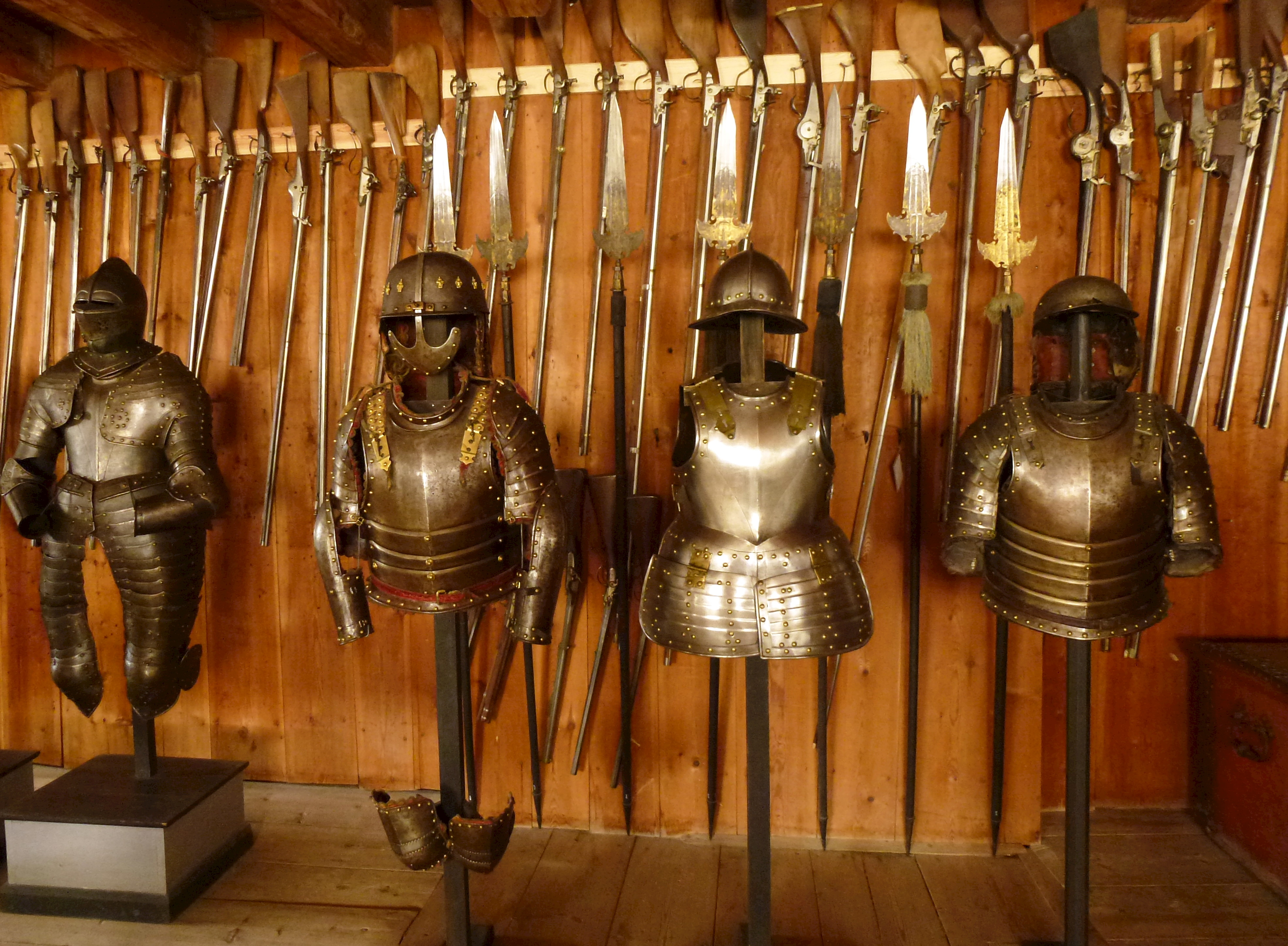
Оружейный арсенал